# Posalme
Posalme (Poxsalma), jedna od bandi Concho Indijanaca koji su u kasnom 17. i 18. stoljeću živjeli na sjeverbnoj obali rijeke Rio Grande u Teksasu u blizini današnjeg grada Presidio. Njihovo glavno naselje bilo je San Cristóbal.
U kasnom 18. stoljeću apsorbirani su od hispansko-govornog stanovništva iz okolice Presidia.